# Campeonato Gaúcho de Futebol de 1930
O Campeonato Gaúcho de Futebol de 1930, foi a décima edição da competição no Estado do Rio Grande do Sul. A fórmula de reunir os campeões das regiões foi mantida. A maior curiosidade a respeito deste campeonato foi que apesar ser o do ano de 1930 ele teve seu término somente em 1931, fato ocorrido devido a Revolução de 1930. O campeão foi o Pelotas. As finais foram disputadas em Porto Alegre.

## Participantes
| Equipe        | Cidade        | Classificação               | Participação |
| ------------- | ------------- | --------------------------- | ------------ |
| 14 de Julho*  | Passo Fundo   | Campeão da Região Serra     | 1ª           |
| Grêmio        | Porto Alegre  | Campeão da Região Centro    | 7ª           |
| Guarani       | Alegrete      | Campeão da Região Fronteira | 2ª           |
| Novo Hamburgo | Novo Hamburgo | Campeão da Região Nordeste  | 1ª           |
| Pelotas       | Pelotas       | Campeão da Região Litoral   | 1ª           |

* O Passo Fundo disputou a competição com o nome 14 de Julho.

## Tabela

### Primeira fase
| 1º de março de 1931 | Grêmio                                                | 4 – 0 | Novo Hamburgo |  |
|                     | Gol marcado · Gol marcado · Gol marcado · Gol marcado |       |               |  |

| 22 de março de 1931 | 14 de Julho-PF            | 2 – 3 | Guarani de Alegrete                     |  |
|                     | Gol marcado · Gol marcado |       | Gol marcado · Gol marcado · Gol marcado |  |

### Final
| 29 de março de 1931 | Grêmio          | 3 – 3 | Pelotas             | Eucaliptos, Porto Alegre (RS) |
|                     | Nenê · Foguinho |       | Marcial (P) (P) (P) | Árbitro: Ernesto Fortes       |

|  | Grêmio | Pelotas |

| GRÊMIO:       |  |               |  |                 |
|               |  |               |  |                 |
| G             |  | Lara          |  |                 |
| Z             |  | Dario         |  |                 |
| Z             |  | Sardinha I    |  |                 |
| M             |  | Linck         |  |                 |
| M             |  | Poroto        |  | Substituído     |
| M             |  | Russo         |  |                 |
| A             |  | Coró          |  |                 |
| A             |  | Amâncio       |  |                 |
| A             |  | Luiz Carvalho |  |                 |
| A             |  | Foguinho      |  |                 |
| A             |  | Nenê          |  |                 |
| Substituição: |  |               |  |                 |
|               |  | Adão          |  | Entrou em campo |
| Treinador:    |  |               |  |                 |
|               |  |               |  |                 |

| PELOTAS:      |  |            |  |                 |
|               |  |            |  |                 |
|               |  |            |  |                 |
| G             |  | Bordini    |  |                 |
| Z             |  | Dario      |  |                 |
| Z             |  | Grant      |  |                 |
| M             |  | Coy II     |  |                 |
| M             |  | Marcial    |  |                 |
| M             |  | Tristão    |  |                 |
| A             |  | João Pedro |  | Substituído     |
| A             |  | Torres     |  |                 |
| A             |  | Tutu       |  |                 |
| A             |  | Mário Reis |  |                 |
| A             |  | Chico      |  |                 |
| Substituição: |  |            |  |                 |
|               |  | Benjamin   |  | Entrou em campo |
| Treinador:    |  |            |  |                 |
|               |  |            |  |                 |

| Gauchão 1930                |
| --------------------------- |
| Pelotas Campeão (1º título) |

## Artilheiro
- Marcial, do Pelotas